# 副甲状腺機能亢進症
副甲状腺機能亢進症（ふくこうじょうせんきのうこうしんしょう、英:hyperparathyroidism）とは過剰に副甲状腺ホルモン（PTH）が分泌されることにより起こる代謝性疾患。上皮小体機能亢進症とも呼ばれる。副甲状腺の異常を原因とする原発性副甲状腺機能亢進症とカルシウム代謝の破綻を原因とする二次性副甲状腺機能亢進症とに区別される。

## 原発性副甲状腺機能亢進症
副甲状腺の腺腫、癌、過形成を原因とする副甲状腺ホルモンの過剰分泌が主な原因。多飲、低張性多尿、骨密度の低下、膀胱結石などを示す。高カルシウム血症、低リン血症および高窒素血症を伴わない血清PTH濃度の上昇、石灰沈着、ALPの上昇などの所見より診断する。外科的処置以外に根治させることはできず、副甲状腺の摘出が適用される。

## 栄養性二次性副甲状腺機能亢進症
カルシウムとリンの摂取量の不均衡、ビタミンDの不足を原因とする低カルシウム血症により副甲状腺が刺激されることを原因とする。血清PTH濃度の上昇、骨密度の低下、皮質骨の菲薄化などの所見が認められる。骨疾患が存在する場合はALPの上昇が認められる。治療は適切な栄養管理、骨疾患がある場合は運動制限を必要とする。

## 腎性二次性副甲状腺機能亢進症
腎疾患によりカルシウムの尿中への喪失、ビタミンD産生の低下により低カルシウム血症となり、副甲状腺が刺激される。多飲多尿、慢性腎不全症状などを示す。高窒素血症、高リン血症、血清PTH濃度の上昇、骨密度の低下、皮質骨の菲薄化などの所見が認められる。長期人工透析患者における合併症としてよく認められる。治療は腎不全の改善とともにカルシウム剤の添加、ビタミンD代謝産物の投与、リンの摂取制限を行う。イヌで多発する。